# Jovana Vesović
Jovana Vesović (Užice, 21 giugno 1987) è una pallavolista serba.
Gioca nel ruolo di schiacciatrice nel Manisa BB.

## Carriera
La carriera di Jovana Vesović inizia nel 2002, tra le file dello Jedinstvo Užice, squadra della sua città. Nelle cinque stagioni trascorse allo Jedinstvo, vince un campionato serbo-montenegrino ed una Coppa di Serbia e Montenegro; conquista anche la maglia della nazionale serbo-montenegrina, con cui debutta nel 2006 vincendo la medaglia di bronzo al campionato mondiale.
Nel 2007, dopo aver vinto la medaglia d'argento al campionato europeo, viene ingaggiata per due stagioni dall'Poštar, con il quale vince due volte il campionato serbo e due volte la coppa nazionale. Nel 2009 va a giocare in Svizzera, facendo la sua prima esperienza in un campionato estero, col Voléro Zurigo. La stagione col Voléro Zurigo la vede dominare nuovamente le competizioni nazionali, con la vittoria del campionato e della Coppa di Svizzera.
Nell'estate del 2010 vince la medaglia d'oro alla European League e si trasferisce in Romania, ingaggiata dalla Dinamo Bucarest; nel 2011 si aggiudica la medaglia di bronzo al World Grand Prix e l'oro al campionato europeo. Nella stagione 2011-12 passa al Tomis Constanța, con il quale vince lo scudetto; con la nazionale si aggiudica la medaglia di bronzo all'European League 2012. Nella stagione successiva si trasferisce al Severstal, nella Superliga russa.
Nella stagione 2013-14 gioca nel Çanakkale, squadra della Voleybol 1. Ligi turca, mentre nella stagione seguente gioca nella A1 Ethnikī greca con l'Olympiakos.
Ritorna in Romania per la stagione 2015-16 con l'Alba-Blaj, con cui vince lo scudetto. Nella stagione seguente passa al Telekom Baku, nella Superliqa azera.
Per il campionato 2017-18 si accasa al club italiano del River di Piacenza, in Serie A1; nel gennaio 2018 passa alla formazione turca del Manisa BB, in Voleybol 1. Ligi.

## Palmarès

### Club
- Campionato serbo-montenegrino: 1

2004-05
- Campionato serbo: 2

2007-08, 2008-09
- Campionato svizzero: 1

2009-10
- Campionato rumeno: 2

2011-12, 2015-16
- Coppa di Serbia e Montenegro: 1

2003
- Coppa di Serbia: 2

2007-08, 2008-09
- Coppa di Svizzera: 1

2009-10

### Nazionale (competizioni minori)
- Universiade 2009
- European League 2010
- European League 2012